# 塔拉博里瓦县
塔拉博里瓦县，一译他拉巴里华县、塔拉波里瓦县，是柬埔寨上丁省下辖的一个县。
据1998年人口普查，此县共有21,577人。